# بوجسواف کوشچیلنه
بوجسواف کوشچیلنه (به لهستانی:  Budzisław Kościelny) یک روستا در لهستان است که در گمینا کلچو واقع شده‌است. بوجسواف کوشچیلنه ۹۷۰ نفر جمعیت دارد.